# Канадія голчаста
Канадія голчаста (Canadia spinosa) — вид викопних багатощетинкових червів, що мешкав у середині кембрійського періоду (505 млн років тому). Вид названий на честь держави Канада, де було знайдено 28 зразків цього виду. Примітною особливістю виду є наявність великої кількості твердих щетинок, як і у сучасних багатощетинкових. На деяких копалинах знайдені залишки дифракційних ґраток, це вказує на те, що щетинки могли бути різнобарвними. Щетинки могли використовуватись для плавання у товщі води або служили для захисту від кембрійських хижаків, таких як аномалокарис (Anomalocaris) та опабінія (Opabinia). Відома будова травної системи канадії. Кишківник був прямий, ротовий апарат мав вигляд хоботка. Вважають, що канадія була хижаком. Тіло сягало 3-5 см завдовжки.